# 异闻带
异闻带是《Fate/Grand Order》中一个基于错误的历史残渣而形成的虚构地区的用语。该用语首次出现是在《Fate/Grand Order》第二部的“Cosmos in the Lostbelt”。共有8个主要异闻带，当中第五的异闻带有2个，分别是大西洋的亚特兰蒂斯和希腊的奥林匹斯。

## 设计
奈须蘑菇表示最初（2017年）编写的第六异闻带的大纲与现在大众所观赏的剧情不太一样，原本的剧情是打到摩根女王后便完结，但随着时间的推进奈须蘑菇有更多的想法，于是把大纲内容改成现今的剧情。奈须蘑菇还表示『异闻带』就像是卷轴本身，因此想对异闻带进行更深刻的刻画。

## 介绍
异闻带是一种基于错误的历史残渣的虚构地区用语。“Cosmos in the Lostbelt”的第一章是俄罗斯异闻带的“永久冻土帝国 阿纳斯塔西娅-兽国的皇女”，该章讲述的是反叛军在极寒的地区与伊凡雷帝的暴政下生存。
第二章是发生在北欧区的异闻带，讲述炎之巨人王“史爾特爾”为世界带来末日“诸神黄昏”，迦勒底在布伦希尔德、齊格弗里德等英灵的帮助下击败史爾特爾。
第三章的异闻带发生的地点在中国，这章的故事是始皇帝不允许有类似于诗歌等文学作品的存在，因此招来一群叛逆者的英灵在迦勒底的带领下对抗。该章登场的从者有荆轲、项羽、始皇帝、虞姬、赤兔马、韩信、兰陵王等
印度异闻带讲述的是阿周那作为最后的神明统治印度，但他却不守护自己的子民。
第五章有分为前半章和后半章，分别为大西洋异闻带和希腊异闻带。迦勒底在前往希腊异闻带的奥林波斯途中遭遇大西洋异闻带的亚特兰蒂斯，并被驻守在当地的阿耳忒弥斯的炮击，使迦勒底不得在与一些希腊相关的人类英灵合作优先突破该异闻带。后半的希腊异闻带奥林波斯则是关于以人类之躯与希腊众神的对抗。
第六章的剧情是关于来自于星之内海——“薇薇安”化名为女王摩根，收服一众妖精骑士并统治妖精国，迦勒底在奥伯龙的推动下协助阿尔托莉雅推翻女王摩根的统治。
而阿提拉的本體賽法魯是大西洋、希臘異聞帶與不列顛異聞帶誕生的主因。

## 异闻带列表
| 异闻带          | 异闻带                  | 章节主标题                   | 章节副标题       | 年代＆异闻深度                        | 空想树                                          | 异闻带之王                | 隐匿者                                | 结局     |
| --------------- | ----------------------- | ---------------------------- | ---------------- | ------------------------------------- | ----------------------------------------------- | ------------------------- | ------------------------------------- | -------- |
| 亚种特异点Ⅲ     | 小型异闻带 亚种异闻带   | 尸山血河舞台 下总国          | 英灵剑豪七番决胜 | A.D.1639 宽永十六年 不定              | 厌离秽土城                                      | 妖术师·天草四郎           |                                       | 一切完胜 |
| Lostbelt No.1   | 俄罗斯异闻带            | 永久冻土帝国 阿纳斯塔西娅    | 兽国的皇女       | A.D.1570? D                           | 大蛇 （Orochi）                                 | 伊凡雷帝                  | 卡多克·泽姆露普斯                     | 空想切除 |
| Lostbelt No.2   | 北欧异闻带              | 无间冰焰世纪 诸神黄昏        | 不灭火焰之好男儿 | B.C.1000? B+                          | 阔边帽 （Sombrero）                             | 斯卡哈·丝卡蒂             | 奥菲莉娅·法姆索罗涅                   | 空想切除 |
| Lostbelt No.3   | 中国异闻带              | 人智统合真国 SIN             | 红之月下美人     | B.C.0210? E                           | 马亚尔 （Mayall）                               | 始皇帝                    | 芥雏子（虞美人）                      | 空想切除 |
| Lostbelt No.4   | 印度异闻带              | 创世灭亡轮回 由伽·刹多罗     | 黑色最后之神     | ??.11900? A                           | 旋涡 （Spiral）                                 | 阿周那〔Alter〕           | 斯堪的纳维亚·佩佩隆奇诺（妙莲寺鸦郎） | 空想切除 |
| Lostbelt No.5   | 希腊异闻带              | 神代巨神海洋 亚特兰蒂斯      | 击坠神明之日     | B.C.12000? A+                         | 麦哲伦（Magellan）/阿特拉斯世界树（宙斯的称呼） | 大神宙斯                  | 基尔什塔利亚·沃戴姆                   | 绝海突破 |
| Lostbelt No.5   | 大西洋异闻带            | 星间都市山脉 奥林波斯        | 击坠神明之日     | B.C.12000? A+                         | 麦哲伦（Magellan）/阿特拉斯世界树（宙斯的称呼） | 大神宙斯                  | 基尔什塔利亚·沃戴姆                   | 空想切除 |
| Lostbelt No.5.5 | 异常特异点 大地狱异闻带 | 地狱界曼荼罗 平安京          | 轰雷一闪         | A.D.1008 A／E-                        | 地狱界曼荼罗                                    | 罗刹王·骷髅乌帽子芦屋道满 |                                       | 恶念切除 |
| Lostbelt No.6   | 不列颠异闻带            | 妖精圆桌领域 阿瓦隆·勒·菲    | 星辰诞生之刻     | B.C.12000 ■.■.2017（女王历2017年） EX | 塞弗特 （Seyfert）                              | 摩根                      | 贝里尔·伽特                           | 空想切除 |
| Lostbelt No.7   | 南美异闻带              | 黄金树海纪行 米克特兰纪元    | 统御行星之物     | B.C.300,000,000 A++                   | 类星体 （Quasar）                               | 库库尔坎                  | 戴比特·泽姆·沃伊德                    | 空想切除 |
| Lostbelt No.7   | 南美异闻带              | 空想树海纪行 奥尔特·恐怖之地 | 统御行星之物     | B.C.300,000,000 A++                   | 类星体 （Quasar）                               | 库库尔坎                  | 戴比特·泽姆·沃伊德                    | 空想切除 |

## 相关作品
- 2020年4月1日发行的《Fate/Grand Order MyCraft Lostbelt》是以异闻带作为舞台的愚人节小游戏。[17][18]
- 连载中的漫画《从漫画了解！Fate/Grand Order（日语：マンガで分かる!Fate/Grand Order）》以异闻带作为舞台。[19]
- 以隐匿者[註 2]为主人公的漫画《Fate／Grand Order 來自異聞帶》[20]

## 外部連結
- 官方网站 （页面存档备份，存于）（日語）
- 官方网站 （页面存档备份，存于）（简体中文）